# 西田三十五
西田 三十五（にした さんご、1964年〈昭和39年〉10月15日 - ）は、日本の政治家。千葉県佐倉市長（2期）。
千葉県議会議員（4期）、佐倉市議会議員（3期）を歴任。

## 来歴
千葉県佐倉市生まれ。佐倉市立臼井小学校、佐倉市立臼井中学校、千葉県立成田北高等学校を経て、1988年（昭和63年）3月、拓殖大学政経学部卒業。1991年（平成3年）、佐倉市議会議員に初当選。市議を3期務めた後、2003年（平成15年）に千葉県議会議員に初当選。県議時代は自由民主党に所属した。
2018年（平成30年）11月19日、任期満了に伴う佐倉市長選挙に立候補する意向を表明。
2019年（平成31年）4月21日執行の市長選は現職の蕨和雄が自由民主党の推薦を得たが、石井準一参議院議員や三原じゅん子参議院議員が西田を支援。保守分裂選挙となった。蕨や弁護士の清田乃り子ら3人の候補者を破り、初当選した。4月27日、就任。
※当日有権者数：146,220人 最終投票率：48.07%（前回比：－1.09pts）
| 候補者名   | 年齢 | 所属党派 | 新旧別 | 得票数   | 得票率 | 推薦・支持         |
| ---------- | ---- | -------- | ------ | -------- | ------ | ------------------ |
| 西田三十五 | 54   | 無所属   | 新     | 24,420票 | 35.23% |                    |
| 蕨和雄     | 69   | 無所属   | 現     | 23,230票 | 33.51% | （推薦）自由民主党 |
| 清田乃り子 | 66   | 無所属   | 新     | 16,515票 | 23.83% |                    |
| 望月圧子   | 54   | 無所属   | 新     | 5,151票  | 7.43%  |                    |

## 市政・人物

### 統一教会との関係
- 2019年（平成31年）4月の市長選挙の際、世界平和統一家庭連合（旧統一教会）の信者の紹介で教団施設を訪問。また、信者から手伝いを受けた[9]。
- 2021年（令和3年）8月21日、統一教会の関連団体「天宙平和連合（UPF）」が主催する自転車イベント「ピースロード2021 in Japan 南千葉」が開催。スタート地点である佐倉市、富津市、東金市のそれぞれの市で出発式が行われた。西田は出発式で挨拶し、イベントTシャツを着用し、自転車で参加者と共に走行した。本イベントには立憲民主党・奥野総一郎、佐倉市議会議員・敷根文博も西田と参加している[10][11]。
- 2022年（令和4年）6月17日、統一教会は、参院選比例代表への出馬表明していた井上義行を支援するための集会を、教団施設である佐倉家庭教会で開催。西田は公務として集会に出席し、井上が安倍晋三元首相の首席秘書官を務めていた経緯を踏まえ「（当選後は）佐倉市の発展のために力添えを」などと発言した[9]。井上は当選後の報道により、信者を意味する「食口（シック）」であったことが判明している[12]。

### その他
- 2022年（令和4年）1月31日、同居する家族の新型コロナウイルスの感染が確認され、濃厚接触者として自宅で健康観察の身となった。2月2日、熱が出たため医療機関で抗原検査を受けたところ、新型コロナの感染が確認された[13]。

- 2022年（令和4年）3月28日の臨時会において「コロナ対策で国が自治体に配る地方創生臨時交付金を巡り、佐倉市で2020年度から21年度への繰り越し手続きにミスがあり、市が総額約5億3千万円を国に返還すること」について西田市長より議会に説明があった。しかし市長から市民に対しての説明は未だなされていない[14]。